# Précis de grammaire de la langue hébraïque
Le Précis de grammaire de la langue hébraïque (Compendium grammatices linguae Hebraeae), parfois aussi connu sous le titre Abrégé de grammaire de la langue hébraïque ou de Abrégé de grammaire hébraïque, est un traité grammatical sur la langue hébraïque, rédigé en latin par Spinoza à la fin de sa vie et publié à titre posthume en 1677 par ses exécuteurs testamentaires.
Il traite essentiellement de la phonologie et de la morphologie, en particulier verbale, de l'hébreu biblique. La partie sur la syntaxe, annoncée par Spinoza, est perdue. En grande partie inspiré des travaux de grammairiens antérieurs, dont Johannes Buxtorf, ce texte révèle surtout le peu de familiarité de Spinoza avec la tradition grammaticale juive médiévale et l'hébreu des rabbins.
Longtemps négligé par la critique spinoziste en raison de son caractère ardu et technique, ce texte est désormais indissociable du reste de l’œuvre de Spinoza et aide à comprendre le rapport qu'entretenait le philosophe avec les Écritures et leur langue, un des sujets centraux dans le reste de son œuvre et en particulier dans le Traité théologico-politique.

## Édition française
Spinoza (trad. du latin par Peter Nahon), Précis de grammaire de la langue hébraïque, Paris, Gallimard, coll. « Bibliothèque de la Pléiade », 2022, 1243-1346 [texte], 1764-1783 [notes] (ISBN 9782072881534)